# Prostheceraeus vittatus
Prostheceraeus vittatus là một loài giun dẹp biển polyclad trong họ Euryleptidae. Loài này phân bố ở biển Tây Âu, bao gồm các bờ biển tây của British Isles.
Prostheceraeus vittatus có thể dài khoảng 50 mm (2 in) và rộng khoảng 25 mm (1 in). 
Prostheceraeus vittatus sinh sống ở Đông Bắc Đại Tây Dương ôn đới. Phạm vi của nó bao gồm bờ biển phía tây của Quần đảo Anh, Biển Bắc, Eo biển Anh và Biển Địa Trung Hải phía tây. Ngoài Vương quốc Anh và Ireland, nó đã được ghi nhận từ Đan Mạch, Na Uy và Corsica. Nó được tìm thấy từ bãi triều đến độ sâu 20 m (66 ft) hoặc hơn. Trong vùng bãi triều thay đổi, loài này ẩn trong các khe nứt, dưới đá, dưới rong biển và giữa các quần thể tunicata.